# Рошкі
Рошкі (пол. Roszki, нім. Roschken) — село в Польщі, у гміні Кротошин Кротошинського повіту Великопольського воєводства.
Населення — 589 осіб (2011).
У 1975-1998 роках село належало до Каліського воєводства.

## Демографія
Демографічна структура станом на 31 березня 2011 року:
|          | Загалом | Допрацездатний вік | Працездатний вік | Постпрацездатний вік |
| -------- | ------- | ------------------ | ---------------- | -------------------- |
| Чоловіки | 290     | 81                 | 185              | 24                   |
| Жінки    | 299     | 74                 | 157              | 68                   |
| Разом    | 589     | 155                | 342              | 92                   |